# Квиток до Тадж-Махалу
«Квиток до Тадж-Махалу» («Bilietas iki Tadž Mahalo») — радянський художній фільм 1990 року, знятий режисером на Литовській кіностудії.

## Сюжет
За оповіданням Рімантаса Шавяліса «Фабійонас». У повоєнні роки на одному з литовських хуторів живе під страхом сім'я Фабійонаса Матуза. НКВС, «Лісові брати» і заздрісний всезнаючий представник місцевої влади час від часу дають про себе знати. Прочитавши книгу про життя перського шаха, який побудував на пам'ять про дружину диво-мавзолей, що випромінює вранці місячне світло, Фабійонас вирішує рештки своїх днів присвятити його пошукам, переконатися в існуванні іншого, сповненого любові і краси світу…

## У ролях
- Саулюс Кізас — Фабійонас Мотузас
- Ілона Бальсіте — Валерія, дружина Мотузаса
- Міндаугас Андрюкайтіс — Міндаугеліс, син Фабійонаса і Валерії
- Повілас Станкус — Сергій Лук'янов
- Нійоле Нармонтайте — Даша
- Відас Петкявічюс — Аніцетас
- Костас Сморигінас — Зігмас
- Рімас Моркунас — литовський офіцер
- Юрга Кураускайте — подруга литовського офіцера
- Сігітас Рачкіс — Сільвестрас Лужас, майор
- Раймундас Сліжіс — Феліксас
- Юрате Онайтіте — актриса
- Вітаутас Румшас — Коля, російський капітан
- Елегіюс Букайтіс — роль другого плану
- Ельжбета Лауцявічюте — роль другого плану
- Артурас Буйловас — роль другого плану
- Чесловас Юдейкіс — роль другого плану
- Томас Урбшас — роль другого плану
- Кястутіс Маціяускас — партизан
- Ірена Житкуте — роль другого плану
- Отонас Ланяускас — епізод
- А. Подлецкіс — епізод
- Г. Пекантас — епізод
- Т. Вірвілас — епізод
- Б. Венцкус — епізод
- Анатолій Ломоносов — епізод

## Знімальна група
- Режисер — Альгімантас Пуйпа
- Сценарист — Рімантас Шавяліс
- Оператор — Рімантас Юодвалькіс
- Композитор — Юозас Ширвінскас
- Художник — Альгірдас Бружас